# 3916 Maeva
3916 Maeva è un asteroide della fascia principale del diametro medio di circa 21,94 km. Scoperto nel 1981, presenta un'orbita caratterizzata da un semiasse maggiore pari a 3,2286447 UA e da un'eccentricità di 0,1422277, inclinata di 1,95660° rispetto all'eclittica.